# TVP 1
TVP 1 (Telewizja Polska Jedynka) este principalul canal public de televiziune al Telewizja Polska, radiodifuzorul național de televiziune din Polonia. A fost primul canal polonez care a fost difuzat și rămâne unul dintre cele mai populare și astăzi.

## Istoric
TVP1 a fost lansat începând cu 25 octombrie 1952 ca TVP. Testele au fost reluate în anii imediat postbelici și s-au materializat în octombrie 1952 prin lansarea primelor emisiuni experimentale ale televiziunii poloneze. În ianuarie 1953, difuzarea a avut loc la un ritm de o jumătate de oră pe săptămână, apoi o oră și jumătate în martie. Grila de programe a continuat să crească, iar timpul de emisie a crescut la 22 de ore pe săptămână în 1957, 26 de ore în 1958.
TP1 a devenit TVP1 în martie 1992. La 31 august, a avut loc premiera primului program de televiziune pentru dimineață, Kawa czy herbata? (în română Cafea sau ceai?), care va fi difuzat până în 2013.
La 7 martie 2003, TVP1 a introdus logo-ul său actual, adaptat de la logo-ul canalului din 1992 și pus într-un dreptunghi albastru.
Un flux HD a fost lansat în ianuarie 2011 ca emisiune test. La 1 iunie 2012, TVP1 HD a fost lansat oficial, în așteptarea acoperirii campionatului european de fotbal din 2012, care a avut loc în Polonia și Ucraina. La 30 august 2013, TVP1 a încetat să mai difuzeze Wieczorynka înainte de știrile de seară, deoarece vârsta medie a unui telespectator era cea a unui pensionar. În plus, TVP lansase TVP ABC cu doi ani înainte, pentru a îndeplini această funcție.

## Emisiuni
- 19.30 - știrile principale la ora 19:30.[6]
- Teleexpress - rulează la ora 17:00.[7]
- Poranek Info - știrile de dimineață de la 5:55 la 6:55 în zilele lucrătoare de la TVP Info.[8]
- Jaka to melodia?
- Rolnik szuka żony
- Wielki Tests
- The Wall. Wygraj marzenia
- Rodzina wie lepiej
- Hit, Hit, Hurra
- Firmowe ewolucje
- Festivalul Național de Cântece Poloneze din Opole
- Concursul Muzical Eurovision
- Concursul Muzical Eurovision Junior
- Liga Campionilor UEFA
- Jocurile Olimpice de vară din 2024
- Campionatul European de Fotbal 2024
- Liga Națiunilor UEFA
- Ekstraklasa

## Seriale
- Patru tanchiști și un cîine
- More Than Life At Stake
- Plebania
- Dom nad rozlewiskiem
- Miłość nad rozlewiskiem
- Życie nad rozlewiskiem
- Nad rozlewiskiem
- Cisza nad rozlewiskiem
- Pensjonat nad rozlewiskiem
- Klan
- Londyńczycy
- Ratownicy
- Tak czy nie
- Tygrysy Europy
- Chichot losu
- 1920. Wojna i miłość
- Ojciec Mateusz
- Determinator
- Siła wyższa
- Galeria
- Decalogul
- Uwikłani
- Bodo
- Strażacy
- Ranczo
- Komisja morderstw
- Komisariat
- Komisarz Alex
- Drogi wolności
- Dziewczyny ze Lwowa
- Korona królów
- Leśniczówka
- Młody Piłsudski
- Stulecie Winnych
- Wojenne dziewczyny
- Zatoka szpiegów
- Będziemy mieszkać razem
- Matylda

## Logo-uri

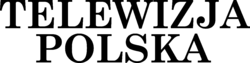
1952-1956
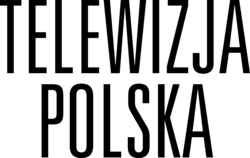
1956-1963
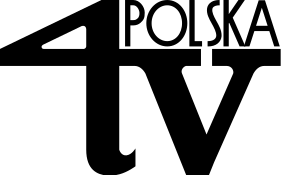
1963-1970
2 octombrie 1970-1975
1975-1976
1976-1985
1985-1987
1987-1992
1990-1992
1/2 martie 1992-6 martie 2003
7 martie 2003-prezent
3 septembrie 2021-28 august 2023

### TVP1 HD

2011-2012
31 mai 2012-prezent